# Campeonato Italiano de Futebol - Série A (2012–13)
A primeira divisão Campeonato Italiano de Futebol (conhecida como Série A Tim, por motivos de patrocínio) de 2012-2013 é a 81° edição da competição máxima do futebol italiano. Iniciou-se em 25 de agosto e tem previsão de encerramento para maio de 2013.
Participam desta edição os 17 clubes que permaneceram na primeira divisão em 2012, assim como os 3 que ascenderam da segunda divisão, formando um total de 20 times.

## Promovidos e Rebaixados
| Pos. | Rebaixados da Serie A |
| ---- | --------------------- |
| 18º  | Lecce                 |
| 19°  | Novara                |
| 20º  | Cesena                |

| Pos. | Promovidos da Serie B |
| ---- | --------------------- |
| 1º   | Pescara               |
| 2º   | Torino                |
| 6º   | Sampdoria (Play-offs) |

## Participantes

### Informação dos Clubes
| Clube                                       | Cidade   | Treinador            | Estádio                 | Capacidade |
| ------------------------------------------- | -------- | -------------------- | ----------------------- | ---------- |
| Atalanta                                    | Bérgamo  | Stefano Colantuono   | Atleti Azzurri d'Italia | 24.726     |
| Bologna                                     | Bolonha  | Stefano Pioli        | Renato Dall'Ara         | 36.532     |
| Cagliari                                    | Cagliari | Ivo Pulga            | Is Arenas               | 16.500     |
| Catania                                     | Catania  | Rolando Maran        | Angelo Massimino        | 21.530     |
| Chievo Verona                               | Verona   | Eugenio Corini       | Marcantonio Bentegodi   | 39.371     |
| Fiorentina                                  | Florença | Vincenzo Montella    | Artemio Franchi         | 47.232     |
| Genoa                                       | Génova   | Luigi del Neri       | Luigi Ferraris          | 36.703     |
| Inter de Milão                              | Milão    | Andrea Stramaccioni  | Giuseppe Meazza         | 80.074     |
| Juventus                                    | Turim    | Antonio Conte        | Juventus Stadium        | 41.000     |
| Lazio                                       | Roma     | Vladimir Petković    | Olímpico de Roma        | 73.261     |
| Milan                                       | Milão    | Massimiliano Allegri | Giuseppe Meazza         | 80.074     |
| Napoli                                      | Nápoles  | Walter Mazzarri      | San Paolo               | 78.210     |
| Palermo                                     | Palermo  | Gian Piero Gasperini | Renzo Barbera           | 36.980     |
| Parma                                       | Parma    | Roberto Donadoni     | Ennio Tardini           | 27.906     |
| Pescara                                     | Pescara  | Giovanni Stroppa     | Adriático               | 24.400     |
| Roma                                        | Roma     | Zdeněk Zeman         | Olímpico de Roma        | 72.698     |
| Sampdoria                                   | Génova   | Ciro Ferrara         | Luigi Ferraris          | 36.703     |
| Siena                                       | Siena    | Serse Cosmi          | Montepaschi Arena       | 15.373     |
| Torino                                      | Turim    | Giampiero Ventura    | Olímpico de Turim       | 28.140     |
| Udinese                                     | Udine    | Francesco Guidolin   | Friuli                  | 30.667     |
| Dados actualizados até 18 de Junho de 2013. |          |                      |                         |            |

## Classificação
| Pos. | Equipes        | Pts | J  | V  | E  | D  | GP | GC | SG  | Classificação ou rebaixamento                          |
| ---- | -------------- | --- | -- | -- | -- | -- | -- | -- | --- | ------------------------------------------------------ |
| 1    | Juventus       | 87  | 38 | 27 | 6  | 5  | 71 | 24 | 47  | Fase de Grupos da Liga dos Campeões da UEFA de 2013–14 |
| 2    | Napoli         | 78  | 38 | 23 | 9  | 6  | 73 | 36 | 37  | Fase de Grupos da Liga dos Campeões da UEFA de 2013–14 |
| 3    | Milan          | 72  | 38 | 21 | 9  | 8  | 67 | 39 | 28  | Play-offs da Liga dos Campeões da UEFA de 2013–14      |
| 4    | Fiorentina     | 70  | 38 | 21 | 7  | 10 | 72 | 44 | 28  | Fase de Grupos da Liga Europa da UEFA de 2013-14       |
| 5    | Udinese        | 66  | 38 | 18 | 12 | 8  | 59 | 45 | 14  | Play-offs da Liga Europa da UEFA de 2013–14            |
| 6    | Roma           | 62  | 38 | 18 | 8  | 12 | 71 | 56 | 15  |                                                        |
| 7    | Lazio          | 61  | 38 | 18 | 7  | 13 | 51 | 42 | 9   |                                                        |
| 8    | Catania        | 56  | 38 | 15 | 11 | 12 | 50 | 46 | 4   |                                                        |
| 9    | Internazionale | 54  | 38 | 16 | 6  | 16 | 55 | 57 | –2  |                                                        |
| 10   | Parma          | 49  | 38 | 13 | 10 | 15 | 45 | 46 | –1  |                                                        |
| 11   | Cagliari       | 47  | 38 | 12 | 11 | 15 | 43 | 55 | –12 |                                                        |
| 12   | Chievo         | 45  | 38 | 12 | 9  | 17 | 37 | 52 | –15 |                                                        |
| 13   | Bologna        | 44  | 38 | 11 | 11 | 16 | 46 | 52 | –6  |                                                        |
| 14   | Sampdoria      | 42* | 38 | 11 | 10 | 17 | 43 | 51 | –8  |                                                        |
| 15   | Atalanta       | 40* | 38 | 11 | 9  | 18 | 39 | 56 | –17 |                                                        |
| 16   | Torino         | 39* | 38 | 8  | 16 | 14 | 46 | 55 | –9  |                                                        |
| 17   | Genoa          | 38  | 38 | 8  | 14 | 16 | 38 | 52 | –14 |                                                        |
| 18   | Palermo        | 32  | 38 | 6  | 14 | 18 | 34 | 54 | –20 | Zona de rebaixamento à Série B de 2013–14              |
| 19   | Siena          | 30* | 38 | 9  | 9  | 20 | 36 | 57 | –21 | Zona de rebaixamento à Série B de 2013–14              |
| 20   | Pescara        | 22  | 38 | 6  | 4  | 28 | 27 | 84 | –57 | Zona de rebaixamento à Série B de 2013–14              |

- Fonte[3]

* A Corte de Justiça da Federação Italiana de Futebol penalizou a Sampdoria e o Torino com a perda de um ponto, a Atalanta com a perda de dois pontos, e o Siena com a perda de seis pontos pelo envolvimento numa rede fraudulenta de apostas.

## Artilharia
| Jogador              | Clube      | Gols | Jogos |
| -------------------- | ---------- | ---- | ----- |
| Edinson Cavani       | Napoli     | 29   | 34    |
| Antonio Di Natale    | Udinese    | 23   | 33    |
| Pablo Daniel Osvaldo | Roma       | 16   | 29    |
| Stephan El Shaarawy  | Milan      | 16   | 37    |
| Miroslav Klose       | Lazio      | 15   | 29    |
| Giampaolo Pazzini    | Milan      | 15   | 30    |
| Erik Lamela          | Roma       | 15   | 33    |
| Germán Denis         | Atalanta   | 15   | 36    |
| Stevan Jovetić       | Fiorentina | 13   | 31    |
| Gonzalo Bergessio    | Catania    | 13   | 32    |